# Samognat
Samognat est une commune française située dans le département de l'Ain, en région Auvergne-Rhône-Alpes. Elle se situe à 38 kilomètres de Bourg-en-Bresse, 10 kilomètres d'Oyonnax et 15 kilomètres de Nantua. C'est une commune surtout résidentielle qui tend à s'orienter vers une économie de tourisme d'affaires et d'activités de plein air.
Les habitants de la commune sont les Samognatis.

## Géographie

### Localisation
Samognat se situe au centre-est du département de l'Ain dans le Haut Bugey, dans le massif du Jura, à l'extrême nord du canton d'Izernore. Son territoire est délimité par l'Oignin et l'Ain à l'est et par la crête de la montagne à l'ouest. Il est délimité par six communes, dont une commune du département du Jura, Coisia. Dortan, Matafelon-Granges, Izernore, Géovreisset et Veyziat (commune d'Oyonnax) étant des communes de l'Ain.
La commune comprend trois hameaux : Royères et Arfontaine au nord et Condamine de la Belloire au sud.
La superficie est de 1401 hectares dont 995 hectares sont recouverts de forêt.

### Climat
Pour des articles plus généraux, voir Climat d'Auvergne-Rhône-Alpes et Climat de l'Ain.
En 2010, le climat de la commune est de type climat de montagne, selon une étude du CNRS s'appuyant sur une série de données couvrant la période 1971-2000. En 2020, Météo-France publie une typologie des climats de la France métropolitaine dans laquelle la commune est dans une zone de transition entre le climat semi-continental et le climat de montagne et est dans la région climatique Jura, caractérisée par une forte pluviométrie en toutes saisons (1 000 à 1 500 mm/an), des hivers rigoureux et un ensoleillement médiocre.
Pour la période 1971-2000, la température annuelle moyenne est de 10,3 °C, avec une amplitude thermique annuelle de 17,4 °C. Le cumul annuel moyen de précipitations est de 1 489 mm, avec 12,4 jours de précipitations en janvier et 8,9 jours en juillet. Pour la période 1991-2020, la température moyenne annuelle observée sur la station météorologique de Météo-France la plus proche, sur la commune de Giron à 16 km à vol d'oiseau, est de 8,4 °C et le cumul annuel moyen de précipitations est de 1 672,4 mm,. Pour l'avenir, les paramètres climatiques de la commune estimés pour 2050 selon différents scénarios d'émission de gaz à effet de serre sont consultables sur un site dédié publié par Météo-France en novembre 2022.

### Hydrographie
La commune est située sur la rive droite de l'Oignin et l'accompagne jusqu'à la rivière d'Ain dont elle est sur la rive gauche. Effectivement, l'Ain et son affluent coule approximativement en sens opposé. Le Bief d'Anconnans est l'un des derniers affluent de l'Oignin avant qu'il se jette dans l'Ain. Ce dernier se jette dans l'Oignin juste avant le barrage de Charmine dont le lac borde la commune. Ce bief à un débit relativement fluctuant, qui dépend de la pluviométrie. D'autres sources jalonnent la commune, elles ont un débit constant.

### Voies de communication et transports
Le village se trouve à environ 5 kilomètres de l'entrée « Oyonnax » de l'autoroute A 404. Celle-ci rejoint l'autoroute A 40 en 16 kilomètres.
Le village de Samognat se trouve sur la départementale 13 qui rejoint Oyonnax. La départementale 18 qui mène à Izernore et à Thoirette traverse également le territoire de la commune. Cette départementale relie la départementale 936 entre Bourg-en-Bresse et Dortan à la départementale 979 entre Nantua et Bourg-en-Bresse. Le hameau Arfontaine étant situé à flanc de montagne, il est nécessaire d'emprunter la départementale 110 pour le rejoindre.

## Urbanisme

### Typologie
Au 1er janvier 2024, Samognat est catégorisée commune rurale à habitat dispersé, selon la nouvelle grille communale de densité à 7 niveaux définie par l'Insee en 2022.
Elle est située hors unité urbaine. Par ailleurs la commune fait partie de l'aire d'attraction d'Oyonnax, dont elle est une commune de la couronne,. Cette aire, qui regroupe 40 communes, est catégorisée dans les aires de 50 000 à moins de 200 000 habitants,.

### Occupation des sols
L'occupation des sols de la commune, telle qu'elle ressort de la base de données européenne d’occupation biophysique des sols Corine Land Cover (CLC), est marquée par l'importance des forêts et milieux semi-naturels (67,6 % en 2018), une proportion identique à celle de 1990 (67,6 %). La répartition détaillée en 2018 est la suivante : 
forêts (67,6 %), prairies (24 %), eaux continentales (4,3 %), zones agricoles hétérogènes (2,3 %), zones urbanisées (1,8 %).
L'évolution de l’occupation des sols de la commune et de ses infrastructures peut être observée sur les différentes représentations cartographiques du territoire : la carte de Cassini (XVIIIe siècle), la carte d'état-major (1820-1866) et les cartes ou photos aériennes de l'IGN pour la période actuelle (1950 à aujourd'hui).

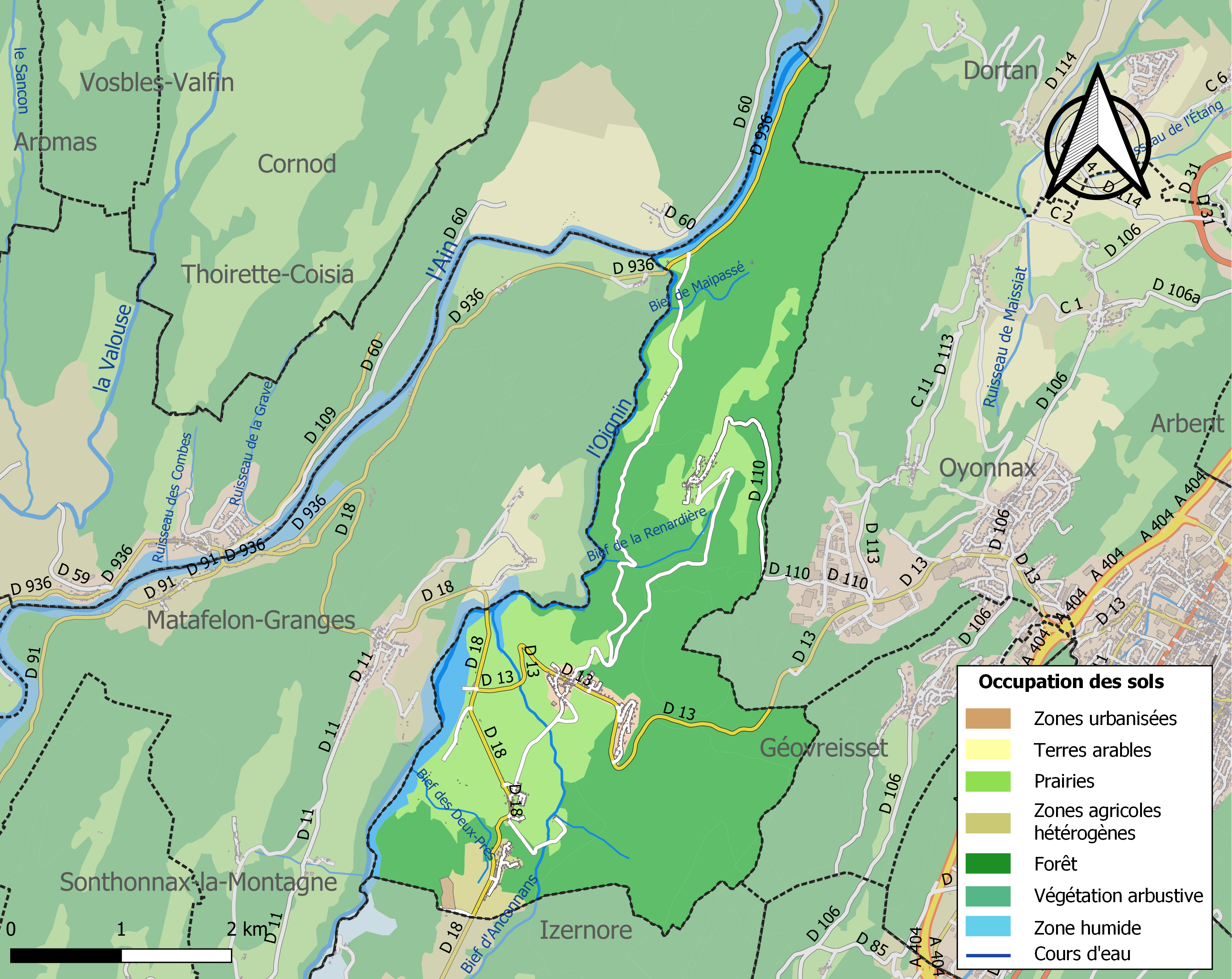
Carte des infrastructures et de l'occupation des sols de la commune en 2018 (CLC).

#### Morphologie urbaine
Le territoire communal est tel un long rectangle qui se rétrécit au nord, et dont la limite est marquée par l'Ain, avec la commune jurassienne de Coisia sur l'autre rive. Dortan et Oyonnax sont les limites est de la commune. La crête de la montagne marque la limite sud-est avec Géovreisset. Au sud, on trouve le village d'Izernore. Toute la limite ouest est marquée par l'Oignin dont l'autre rive appartient à la commune de Matafelon-Granges

#### Logement
Le nombre total de logements dans la commune est de 158. Parmi ces logements, 92,4 % sont des résidences principales, 5,1 % sont des résidences secondaires et 2,5 % sont des logements vacants. Ces logements sont pour une part de 96,6 % des maisons individuelles, 2,7 % sont d'autre part des appartements et enfin seulement 0,7 % sont des logements d'un autre type. La part d'habitants propriétaires de leur logement est de 89,7 %. Ce qui est supérieur à la moyenne nationale qui se monte à près de 55,3 %. En conséquence, la part de locataires est de 6,8 % sur l'ensemble des logements qui est inversement inférieur à la moyenne nationale qui est de 39,8 %. On peut noter également que 3,4 % des habitants de la commune sont des personnes logées gratuitement alors qu'au niveau de l'ensemble de la France le pourcentage est de 4,9 %. Toujours sur l'ensemble des logements de la commune, aucun ne sont des studios, 1,4 % sont des logements de deux pièces, 10,3 % en ont trois, 34,9 % des logements disposent de quatre pièces, et 53,4 % des logements ont cinq pièces ou plus.

## Histoire

### Faits historiques
On a retrouvé à Samognat des tombes datées du Ier siècle av. J.-C. mais le lieu fut habité bien auparavant.
Au XIe siècle, elle appartient au sires de Thoire. Le territoire faisait partie de l'archevêché de Lyon, du bailliage de Belley, du grenier à sel de Nantua et du mandement de Matafelon.
Samognat est mentionnée pour la première fois en 1158.
C'est à Louchon, dans les bois de Samognat, que fut retrouvée une partie du butin des Compagnons de Jéhu. Ceux-ci avaient attaqué la diligence de Genève à Lyon, près du lac de Sylans, dans la nuit du 25 au 26 ventôse an VIII (17 mars 1800).
La commune fut affectée au diocèse de Saint-Claude en 1742, mais sur décision du Directoire de Nantua, la paroisse devint annexe de celle de Matafelon en 1792. À partir de 1846, le conseil municipal réussit à la faire ériger en succursale.
Jusqu'au XIXe siècle, ce fut une commune très pauvre connaissant bien souvent des périodes de disette. En effet, la terre, très pauvre ne permettait pas la production de grande quantité d'avoine, de seigle et de froment. En 1666, l'intendant Bouchu écrit : « Ils sont pauvres et malheureux à cause des guerres du comté de Bourgogne ». À la fin du XIXe siècle, l'usine de Charmine qui exploitait une chute de l'Oignin fut l'une des premières usines électriques de France.

## Politique et administration

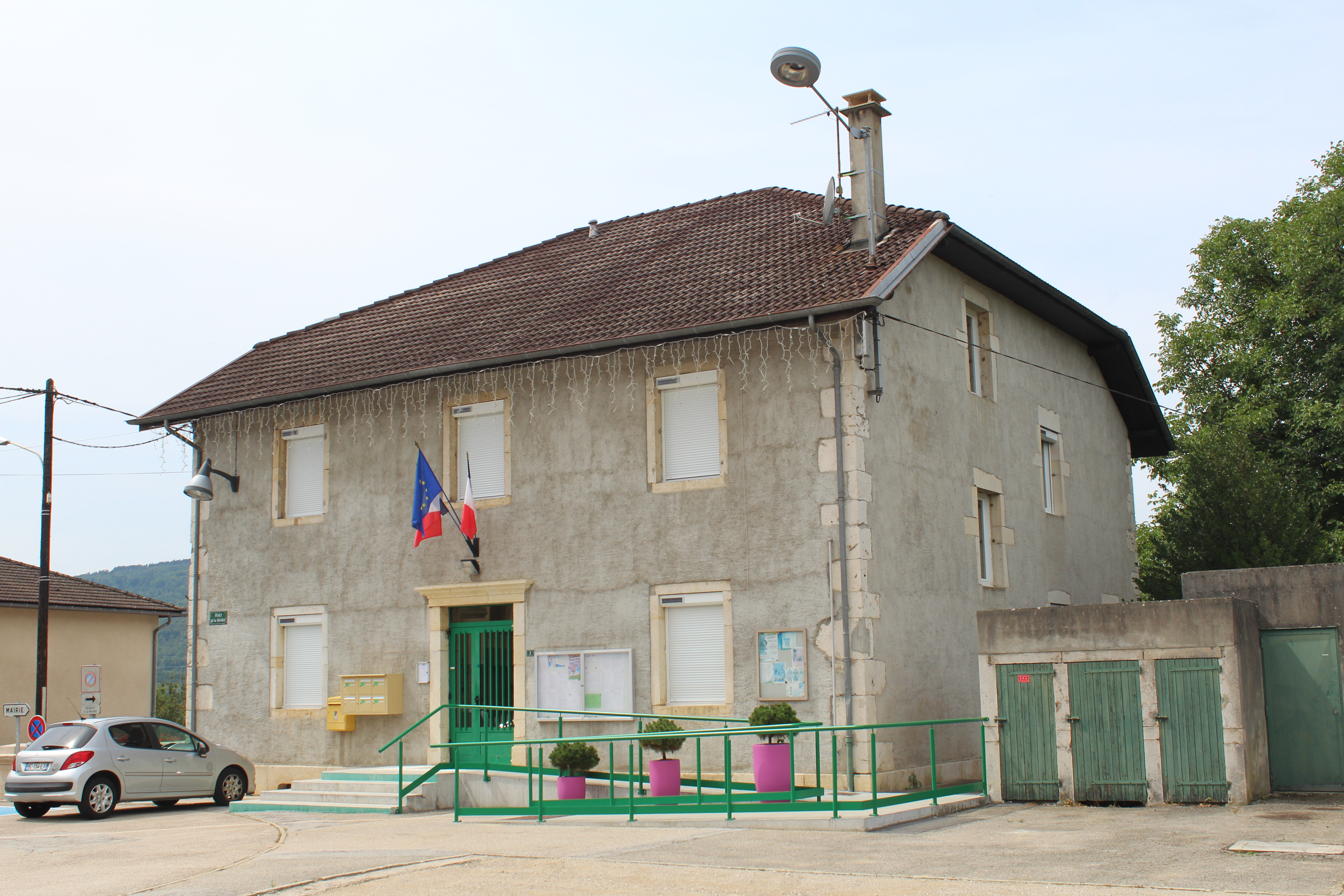
Mairie.

### Liste des maires
| Période                                  | Période   | Identité            | Étiquette | Qualité |
| ---------------------------------------- | --------- | ------------------- | --------- | ------- |
| avant 1981                               |           | Louis Calamand      |           |         |
| avant juin 1995                          | mars 2001 | Jean-Maurice Broyer |           |         |
| mars 2001                                | En cours  | Annie Escoda        | SE        |         |
| Les données manquantes sont à compléter. |           |                     |           |         |

### Jumelages
La commune n'a pas développé d'association de jumelage.

## Population et société

### Démographie

#### Évolution démographique
L'évolution du nombre d'habitants est connue à travers les recensements de la population effectués dans la commune depuis 1793. Pour les communes de moins de 10 000 habitants, une enquête de recensement portant sur toute la population est réalisée tous les cinq ans, les populations de référence des années intermédiaires étant quant à elles estimées par interpolation ou extrapolation. Pour la commune, le premier recensement exhaustif entrant dans le cadre du nouveau dispositif a été réalisé en 2008.
En 2022, la commune comptait 645 habitants, en évolution de −1,83 % par rapport à 2016 (Ain : +5,15 %, France hors Mayotte : +2,11 %).
| 1793 | 1800 | 1806 | 1821 | 1831 | 1836 | 1841 | 1846 | 1851 |
| ---- | ---- | ---- | ---- | ---- | ---- | ---- | ---- | ---- |
| 362  | 339  | 390  | 402  | 388  | 363  | 388  | 431  | 400  |

| 1856 | 1861 | 1866 | 1872 | 1876 | 1881 | 1886 | 1891 | 1896 |
| ---- | ---- | ---- | ---- | ---- | ---- | ---- | ---- | ---- |
| 390  | 362  | 259  | 340  | 338  | 333  | 327  | 310  | 294  |

| 1901 | 1906 | 1911 | 1921 | 1926 | 1931 | 1936 | 1946 | 1954 |
| ---- | ---- | ---- | ---- | ---- | ---- | ---- | ---- | ---- |
| 239  | 226  | 228  | 216  | 202  | 202  | 195  | 165  | 129  |

| 1962 | 1968 | 1975 | 1982 | 1990 | 1999 | 2006 | 2008 | 2013 |
| ---- | ---- | ---- | ---- | ---- | ---- | ---- | ---- | ---- |
| 110  | 119  | 156  | 238  | 285  | 422  | 627  | 685  | 677  |

| 2018 | 2022 | - | - | - | - | - | - | - |
| ---- | ---- | - | - | - | - | - | - | - |
| 650  | 645  | - | - | - | - | - | - | - |

#### Pyramide des âges
En 2021, le taux de personnes d'un âge inférieur à 30 ans s'élève à 30,3 %, soit en dessous de la moyenne départementale (35,3 %). De même, le taux de personnes d'âge supérieur à 60 ans est de 21,5 % la même année, alors qu'il est de 24,3 % au niveau départemental.
En 2021, la commune comptait 324 hommes pour 336 femmes, soit un taux de 50,91 % de femmes, légèrement supérieur au taux départemental (50,65 %).
Les pyramides des âges de la commune et du département s'établissent comme suit :
| Hommes | Classe d’âge | Femmes |
| ------ | ------------ | ------ |
| 0,7    | 90 ou +      | 0,3    |
| 6,5    | 75-89 ans    | 3,8    |
| 15,5   | 60-74 ans    | 16,3   |
| 33,8   | 45-59 ans    | 30,7   |
| 15,1   | 30-44 ans    | 16,7   |
| 12,5   | 15-29 ans    | 13,1   |
| 15,9   | 0-14 ans     | 19,1   |

| Hommes | Classe d’âge | Femmes |
| ------ | ------------ | ------ |
| 0,6    | 90 ou +      | 1,6    |
| 6,3    | 75-89 ans    | 8,1    |
| 15,5   | 60-74 ans    | 16,2   |
| 21     | 45-59 ans    | 20,4   |
| 19,8   | 30-44 ans    | 19,8   |
| 16,4   | 15-29 ans    | 15     |
| 20,4   | 0-14 ans     | 18,9   |

### Enseignement
La mairie abritait l'école jusqu'en 1973. La salle de classe était située au rez-de-chaussée d'un bâtiment de deux étages. Jusqu'à 82 élèves ont fréquenté cette école. Aujourd'hui, des navettes permettent de se rendre aux écoles communales de Matafelon-Granges et d’Izernore.
Les collèges les plus proches de Samognat sont les collèges Lumière et Ampère d’Oyonnax. Le département de l'Ain met à disposition un transport scolaire gratuit le matin et le soir qui passe par plusieurs arrêts dans les hameaux de la commune.
Il en est de même pour le transport jusqu'au lycée. Samognat se situe dans le secteur des lycées Arbez-Carme de Bellignat et Paul-Painlevé d'Oyonnax.

### Manifestations culturelles et festivités
La fête patronale a lieu le dimanche suivant le 24 août.

### Santé
Les pharmacies les plus proches sont celles d'Izernore et d'Oyonnax. Des médecins s'y trouvent également.
Samognat se situe dans le secteur du centre hospitalier du Haut Bugey à Oyonnax, à environ 9 kilomètres. Ce bâtiment ouvert en 2007 a permis le regroupement des hôpitaux d'Oyonnax et de Nantua qui dataient de l'avant-guerre, mais également une mise aux normes de leurs infrastructures.

### Sports
La société oyonnaxienne de tir et le golf du Haut-Bugey sont implantés à Samognat. Il s'y trouve aussi une association de ping-pong. Il existe également de nombreux sentiers de balade pédestres ou cyclables aussi accessibles en moto ou à cheval voire en 4x4 sur la commune.

### Médias
Le journal le Progrès propose une édition locale aux communes du Haut-Bugey. Il parait du lundi au dimanche et traite des faits divers, des évènements sportifs et culturels au niveau local, national, et international. La chaîne France 3 Rhône Alpes Auvergne est disponible dans la région.

## Économie
Samognat possède surtout un caractère résidentiel. Peu d'entreprises y sont implantées. Il existe tout de même quelques artisans spécialisés dans les métiers du plastique ou de l'électricité.
Les usines hydroélectriques de Coiselet et de Moux produisent de l'énergie électrique pour une partie de la région. L'usine de Coiselet produit au maximum une puissance brute comprise entre 10 000 et 100 000 kilowatts. Cette dernière appartient à EDF.
La commune est située à proximité des bassins d'emploi de la vallée d'Oyonnax et d'Izernore. Deux-cent-dix personnes étaient considérées comme actives en 1999, dont 6,7 % de chômeur.

### Revenus de la population et fiscalité
Selon l'enquête de l'INSEE en 1999, les revenus moyens par ménage sont de l'ordre de 19 889 €  par an, alors que la moyenne nationale est de 15 027 € par an. Par contre, aucun foyer n'est soumis à l'impôt de solidarité sur la fortune.

### Emploi
En 1999, la population de Samognat se répartissait à 49,9 % d'actifs, ce qui est légèrement supérieur au 45,2 % d'actifs de la moyenne nationale, 13,3 % de retraités, un chiffre inférieur au 18,2 % national. On dénombrait également 29,7 % de jeunes scolarisés et 7,1 % d'autres personnes sans activité.
Le taux d'activité  de la population des 20 à 59 ans de Samognat était de 91 %, avec un taux de chômage de 6,4 %, donc bien inférieur à la moyenne nationale de 12,9 % de chômeurs.
Répartition des emplois par domaine d'activité
|                             | Agriculteurs | Artisans, commerçants, chefs d'entreprise | Cadres, professions intellectuelles | Professions intermédiaires | Employés | Ouvriers |
| --------------------------- | ------------ | ----------------------------------------- | ----------------------------------- | -------------------------- | -------- | -------- |
| Samognat                    | 0 %          | 7,4 %                                     | 13 %                                | 25,9 %                     | 13 %     | 40,7 %   |
| Moyenne nationale           | 2,4 %        | 6,4 %                                     | 12,1 %                              | 22,1 %                     | 29,9 %   | 27,1 %   |
| Sources des données : INSEE |              |                                           |                                     |                            |          |          |

La plupart des habitants est de la classe ouvrière (40,7 %) puis des professions intermédiaires (environ 25,9 %). Le nombre d'habitants ouvriers mis en rapport avec le faible nombre d'entreprises dans la commune montre bien le caractère résidentiel de Samognat. Dans cette région qui a longtemps vécu de l'agriculture, il n'y a plus d'agriculteur recensé à Samognat.

### Entreprises de l'agglomération
En 2004, sept établissements étaient recensés à Samognat dont trois sont des industries des biens intermédiaires, deux des services aux particuliers, une de service aux entreprises et une industrie des biens d'équipement.
On peut noter que deux entreprises ont été créées en 2004, ce qui classe Samognat 14825e des communes au niveau des créations d'entreprise.

### Commerce
Un hôtel-restaurant-bar-location paddle se situe le long de l'Oignin. Un marché s'installe également sur la place de la Mairie les mercredis en fin d'après-midi depuis juillet 2020.

## Culture et patrimoine

### Monuments et lieux touristiques

#### Monuments laïques
- Le barrage de Coiselet[27] est situé au confluent de l'Ain et de la Bienne. Même s'il porte le nom d'un hameau de Matafelon, il se trouve sur les communes de Samognat et de Coisia. Il a provoqué un lac dont le volume est estimé à 36,4 millions de mètres cubes. L'usine électrique qui lui est associée est à l'intérieur du barrage, sur la rive gauche. Elle fonctionne automatiquement. Il est possible de passer d'une rive à l'autre en empruntant la route située au sommet.

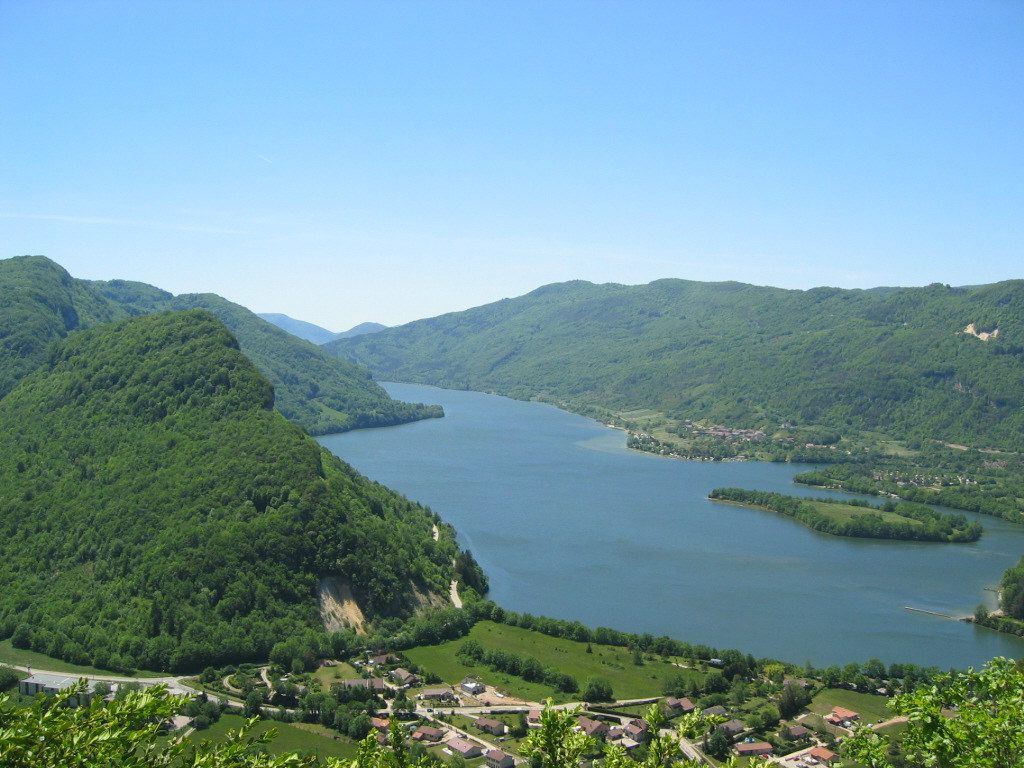
Retenue de Coiselet.

- Le pont sur l'Oignin a été construit entre 1946 et 1950[28]. La route départementale 18 passe dessus.  Il a permis de remplacer le vieux pont en pierre qui a été noyé lors de la construction du barrage de Moux.
- Vestiges de la maison forte de La Platière. Hugonet Muysard de Matafelon en fait aveu et pour des héritages qu'il avait dans le village d'Arfontaine (Apud Orfontana), hameau au nord-nord-est de Samognat[29], le 2 mai 1368 aux sires de Thoire-Villars[30].

#### Monuments religieux
L'église Saint-Barthélemy de Samognat est d'origine gothique. Elle a subi de nombreuses transformations au cours des ans. La dernière en date est la construction d'un clocher en 1946. En effet, il semble qu'il ait été détruit en 1794 sur l'ordre d'Albitte. Cette église est placée sous le vocable de Saint-Barthélémy.

#### Patrimoine naturel
La commune de Samognat abrite une faune et une flore riche. En plus d'espèces plutôt habituelles pour sa région et pour les écosystèmes variés dont elle regorge, on y trouve aussi des espèces plus rares et/ou inattendues telles que l'azuré des mouillères, une race de papillon protégée avec un mode de vie particulièrement fragile ;  des orchidées sauvage elles aussi protégées  ou encore des cormorans qui sont pourtant des oiseaux marins. Samognat est aussi le foyer de lynx.